# Calumma cucullatum
Espèce
Synonymes
- Chamaeleon cucullatus Gray, 1831

Statut de conservation UICN

 VU B1ab(iv) : Vulnérable
Statut CITES
Calumma cucullatum est une espèce de sauriens de la famille des Chamaeleonidae.

## Répartition
Cette espèce est endémique du Nord-Est de Madagascar.

## Publication originale
- Gray, 1831 "1830" : A synopsis of the species of Class Reptilia. The animal kingdom arranged in conformity with its organisation by the Baron Cuvier with additional descriptions of all the species hither named, and of many before noticed, V Whittaker, Treacher and Co., London, vol. 9, Supplement, p. 1-110 (texte intégral).